# Giochi d'amore proibiti
Giochi d'amore proibiti (Juego de amor prohibido) è un film del 1975 diretto da Eloy de la Iglesia.
La versione italiana del film presenta diversi tagli. Noto anche col titolo Giochi d'amore.

## Trama
Due ragazzi innamorati fuggono di casa e sequestrati dal loro insegnante di lettere deciso a sperimentare su di loro le sue malsane teorie pedagogiche...